# Sławomir Rokita
Sławomir Rokita (ur. 18 grudnia 1948 w Warszawie) – polski aktor teatralny i filmowy oraz pedagog. 

## Życiorys
Abswolwent Wydziału Aktorskiego Państwowej Wyższej Szkoły Filmowej, Telewizyjnej i Teatralnej im. Leona Schillera w Łodzi (1971). Przez cała karierę aktorską związany z Teatrem im. Juliusza Słowackiego w Krakowie. Wystąpił także w dziesięciu spektaklach Teatru Telewizji oraz trzech audycjach Teatru Polskiego Radia. Współpracuje również z Filharmonią im. Karola Szymanowskiego w Krakowie przy realizacji przedstawień dla dzieci oraz z krakowską Fundacją Pełną Życia, gdzie prowadzi zajęcia teatralne dla dzieci i młodzieży z niepełnosprawnościami.
W 2022 roku został laureatem Nagrody Teatralnej im. Stanisława Wyspiańskiego, przyznawanej przez Miasto Kraków.

## Filmografia
- Biały mazur (1979) - Konstanty Podbielski
- Blisko, coraz bliżej (1983) - bojówkarz niemiecki w Wielowicach (odc. 8)
- Karol. Człowiek, który został papieżem (2004) - kard. Pericle Felici
- Zero (2009) - ojciec barmana
- Janosik. Prawdziwa historia (serial) (2009) - kupiec, sprzedawca sukna
- Janosik. Prawdziwa historia (2009) - kupiec, sprzedawca sukna
- Święty interes (2010) - Bobczak
- Ratownicy (2010) - reżyser Włodek (odc. 2)
- Chrzest (2010) - ojciec Magdy
- Wszyscy kochają Romana (2011) - Karol (odc. 10)
- Papusza (2013) - zegarmistrz
- Demon (2015) - pijany mężczyzna
- Atak paniki (2017) - ojciec panny młodej
- Figurant (2023) - pijaczek

Źródło: Film Polski